# ديفيد غريغوري (صحفي)
ديفيد غريغوري (بالإنجليزية: David Gregory)‏ هو صحفي ومقدم تلفزيوني ومذيع أخبار أمريكي، ولد في 24 أغسطس 1970 في لوس أنجلوس في الولايات المتحدة.

## وصلات خارجية
- دايفيد غريغوري على موقع IMDb (الإنجليزية)
- دايفيد غريغوري على موقع إن إن دي بي (الإنجليزية)
- دايفيد غريغوري على موقع قاعدة بيانات الفيلم (الإنجليزية)